# Belleville (Meurthe-et-Moselle)
Belleville é uma comuna francesa na região administrativa de Grande Leste, no departamento de Meurthe-et-Moselle. Estende-se por uma área de 10,22 km². Em 2010 a comuna tinha 1 481 habitantes (densidade: 144,9 hab./km²).